# Vuelta a Asturias 1998
La Vuelta a Asturias 1998, quarantaduesima edizione della corsa, si svolse dal 12 al 17 maggio su un percorso di 864 km ripartiti in 6 tappe, con partenza a Gijón e arrivo a Oviedo. Fu vinta dal francese Laurent Jalabert della ONCE davanti agli spagnoli José María Jiménez e Santiago Blanco.

## Tappe
| Tappa  | Data      | Percorso                          | km  | Vincitore di tappa           | Leader cl. generale |
| ------ | --------- | --------------------------------- | --- | ---------------------------- | ------------------- |
| 1ª     | 12 maggio | Gijón > Gijón (cron. individuale) | 7,5 | Laurent Jalabert             | Laurent Jalabert    |
| 2ª     | 13 maggio | Gijón > Llanes                    | 184 | Gordon Fraser                | Laurent Jalabert    |
| 3ª     | 14 maggio | Llanes > Avilés                   | 163 | Pedro Manuel Silva Rodrigues | Laurent Jalabert    |
| 4ª     | 15 maggio | Cafés Toscaf > Alto Naranco       | 157 | Santiago Blanco              | Laurent Jalabert    |
| 5ª     | 16 maggio | Oviedo > Santuario del Acebo      | 193 | José María Jiménez           | Laurent Jalabert    |
| 6ª     | 17 maggio | Cangas del Narcea > Oviedo        | 160 | Laurent Jalabert             | Laurent Jalabert    |
| Totale | Totale    | Totale                            | 864 |                              |                     |

## Dettagli delle tappe

### 1ª tappa
- 12 maggio: Gijón > Gijón (cron. individuale) – 7,5 km

| Pos. | Corridore        | Squadra | Tempo |
| ---- | ---------------- | ------- | ----- |
| 1    | Laurent Jalabert | ONCE    | 8'36" |
| 2    | Abraham Olano    | Banesto | a 17" |
| 3    | Victor Gamino    |         | a 23" |

| Pos. | Corridore        | Squadra | Tempo |
| ---- | ---------------- | ------- | ----- |
| 1    | Laurent Jalabert | ONCE    | 8'36" |

### 2ª tappa
- 13 maggio: Gijón > Llanes – 184 km

| Pos. | Corridore     | Squadra           | Tempo    |
| ---- | ------------- | ----------------- | -------- |
| 1    | Gordon Fraser | Mercury           | 4h28'03" |
| 2    | Óscar Freire  | Vitalicio Seguros | s.t.     |
| 3    | Jeremy Hunt   | Banesto           | s.t.     |

| Pos. | Corridore        | Squadra | Tempo    |
| ---- | ---------------- | ------- | -------- |
| 1    | Laurent Jalabert | ONCE    | 4h36'38" |

### 3ª tappa
- 14 maggio: Llanes > Avilés – 163 km

| Pos. | Corridore                    | Squadra | Tempo    |
| ---- | ---------------------------- | ------- | -------- |
| 1    | Pedro Manuel Silva Rodrigues | Recer   | 4h34'04" |
| 2    | Laurent Jalabert             | ONCE    | s.t.     |
| 3    | Gordon Fraser                | Mercury | s.t.     |

| Pos. | Corridore        | Squadra | Tempo    |
| ---- | ---------------- | ------- | -------- |
| 1    | Laurent Jalabert | ONCE    | 9h10'42" |

### 4ª tappa
- 15 maggio: Cafés Toscaf > Alto Naranco – 157 km

| Pos. | Corridore          | Squadra           | Tempo    |
| ---- | ------------------ | ----------------- | -------- |
| 1    | Santiago Blanco    | Vitalicio Seguros | 4h06'03" |
| 2    | Laurent Jalabert   | ONCE              | a 4"     |
| 3    | José María Jiménez | Banesto           | a 5"     |

| Pos. | Corridore        | Squadra | Tempo     |
| ---- | ---------------- | ------- | --------- |
| 1    | Laurent Jalabert | ONCE    | 13h16'48" |

### 5ª tappa
- 16 maggio: Oviedo > Santuario del Acebo – 193 km

| Pos. | Corridore          | Squadra           | Tempo    |
| ---- | ------------------ | ----------------- | -------- |
| 1    | José María Jiménez | Banesto           | 5h30'50" |
| 2    | Rui Lavarinhas     | Troiamarisco      | s.t.     |
| 3    | Santiago Blanco    | Vitalicio Seguros | s.t.     |

| Pos. | Corridore        | Squadra | Tempo     |
| ---- | ---------------- | ------- | --------- |
| 1    | Laurent Jalabert | ONCE    | 18h47'48" |

### 6ª tappa
- 17 maggio: Cangas del Narcea > Oviedo – 160 km

| Pos. | Corridore                  | Squadra            | Tempo    |
| ---- | -------------------------- | ------------------ | -------- |
| 1    | Laurent Jalabert           | ONCE               | 3h59'14" |
| 2    | Óscar Freire               | Vitalicio Seguros  | s.t.     |
| 3    | Eleuterio Anguita Hinojosa | Estepona En Marcha | s.t.     |

| Pos. | Corridore          | Squadra           | Tempo     |
| ---- | ------------------ | ----------------- | --------- |
| 1    | Laurent Jalabert   | ONCE              | 22h47'02" |
| 2    | José María Jiménez | Banesto           | a 24"     |
| 3    | Santiago Blanco    | Vitalicio Seguros | a 30"     |

## Classifiche finali

### Classifica generale
| Pos. | Corridore               | Squadra                          | Tempo     |
| ---- | ----------------------- | -------------------------------- | --------- |
| 1    | Laurent Jalabert        | ONCE                             | 22h47'02" |
| 2    | José María Jiménez      | Banesto                          | a 24"     |
| 3    | Santiago Blanco         | Vitalicio Seguros-Grupo Generali | a 30"     |
| 4    | Rui Lavarinhas          | Troiamarisco-Porta da Ravessa    | a 40"     |
| 5    | Miguel Ángel Peña       | Banesto                          | a 1'08"   |
| 6    | Roberto Heras Hernandez | Kelme                            | a 1'17"   |
| 7    | Manuel Beltran Martinez | Banesto                          | a 1'18"   |
| 8    | Ramón González Arrieta  | Euskaltel-Euskadi                | a 1'19"   |
| 9    | Fernando Escartín Coti  | Kelme                            | a 1'29"   |
| 10   | Timothy Jones           | Amore & Vita                     | a 1'51"   |